# لیام بردی

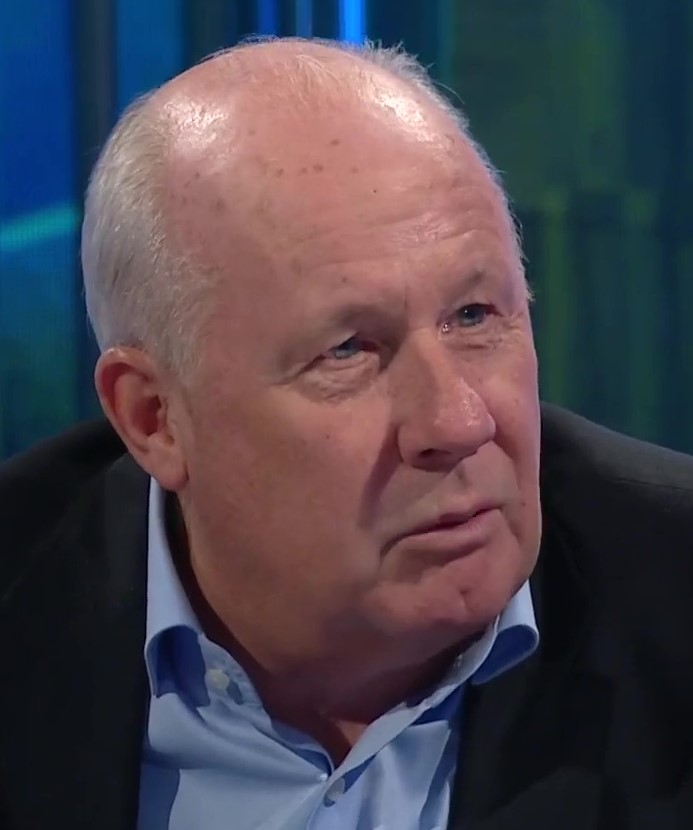
«لیام بردی» در شبکه تلویزیونی RTE Sport

لیام بردی (به انگلیسی: Liam Brady) (زادهٔ ۱۳ فوریه ۱۹۵۶، دوبلین) بازیکن سابق تیم ملی فوتبال ایرلند و کمک مربی سابق این تیم است. او که یک هافبک چپ پاست برای تیم ملی فوتبال ایرلند ۷۲ بازی ملی انجام داده و در این بازی‌ها در مجموع ۹ گل به ثمر رسانده‌است. بردی سابقهٔ عضویت در تیم‌های آرسنال و یوونتوس را دارد. او در سال ۱۹۷۹ به همراه باشگاه آرسنال قهرمان جام حذفی فوتبال انگلیس و به همراه یوونتوس دو بار در سال‌های ۱۹۸۱ و ۱۹۸۲ قهرمان سری آ ایتالیا شد.
لیام بردی در سال ۱۹۹۰ به کار خود به عنوان بازیکن فوتبال پایان داد و در سال ۱۹۹۱ به عنوان مربی سلتیک و پس از آن برایتون اند هوو آلبیون مشغول به کار شد. او مدتی نیز در کنار جیووانی تراپاتونی به عنوان کمک مربی تیم ملی ایرلند فعالیت کرده‌است.
بردی اکنون رئیس سازمان تیم‌های جوانان آرسنال است و در شبکه تلویزیونی RTE Sport نیز فعالیت می‌کند.